# .az
.az és l'actual domini de primer nivell territorial (ccTLD) de l'Azerbaidjan. És administrat per Azerbaijan Communications (Comunicacions de l'Azerbaidjan).
Els registres es fan directament a un domini de segon nivell, o en alguns casos de tercer nivell. Alguns dominis de segon nivell existents són: com.az, net.az, int.az, gov.az, org.az, .edu.az, .info.az, .pp.az, .mil.az, .name.az, .pro.az o biz.az.